# Scheve (Adelsgeschlecht)
Scheve, auch Scheven, ist der Name eines mecklenburgisch-pommerschen, später in Preußen bediensteten Adelsgeschlechts.

## Geschichte
Das Geschlecht führt sich auf die neuvorpommern-rügischen von Scheven zurück, die noch im 16. Jahrhundert im westfälischen Sprockhövel ansässig waren. Das Familien- und Geschäftsbuch des Stralsunder Kaufmanns und Ratsherrn Johann von Scheven ist erhalten, für die Zeit von 1617 bis 1628. Scheven wurde zu Sprockhövel in der Grafschaft Mark als Sohn des Jürgen von Scheven und der Maria von Westeneichen geboren. Die Eltern verlor er früh und besuchte in Sprockhövel, Hattingen und Dortmund die Schule. Dann schickten ihn seine Vormünder von der Michaelismesse 1601 bis zur Ostermesse 1602 nach Frankfurt am Main. 1602 holten ihn sein Onkel Peter Kleinenberg aus Stralsund und sein Bruder Arend von Scheven nach Hamburg. Als er kaufmännische Erfahrung und Praxis in den Handelszentren Frankfurt am Main und Hamburg gesammelt hatte, machte er sich in schon gereiftem Alter in Stralsund selbständig und wiederholte so für sich den alten Zug des hansischen Bürgertums von Rheinland/Westfalen in den Ostseeraum: Nachdem sein Onkel Peter Kleinenberg in Stralsund verstorben war, siedelte er 1617 nach Stralsund über und übernahm mit 31 Jahren das Geschäft seines Onkels. Ebenfalls 1617 heiratete er Maria von Queren, die Tochter des Stralsunder Bürgers Moritz von Queren, die ihm bis 1639 sieben Kinder, fünf Söhne und zwei Töchter, gebar. Scheven fand schnell Anschluss an die wirtschaftlich und sozial in Stralsund führenden Kaufmanns- und Ratsfamilien. Am 6. Januar 1629 wurde er in den Rat und ein Jahr später zum Weinherrn gewählt. Der Stralsunder Ratsherr Johann von Scheven war einer der Stralsunder Bürger, die zur Zeit des schwedischen Königs Gustav Adolfs erhebliche Stücke des vorpommerschen Domänenbesitzes (Gustavische Güter) erwarben: die Güter Steinhagen, Moisahl, Endingen und Simkendorf in Pommern. Der Stralsunder Ratsherr starb am 19. November 1643, und war neben den bereits genannten Gütern Herr auf Pennin sowie auf Gruel, Nien-, Wolfs- und Lendershagen. Maria von Scheven († 1676), die Tochter des Johann von Scheven auf Steinhagen bei Stralsund, heiratete 1637 den Stralsunder Ratsherrn Martin Klinkow (1613–1661), mit dem sie zu Stammeltern derer von Klinkowstroem wurde und ihren Nachkommen das Gut Steinhagen zuführte. Als Marie Klinkow, geb. von Scheven, war sie Patronatsherrin von Steinhagen. Gruel im Amt Franzburg, welche Domäne König Gustav Adolf 1630 an Johann von Scheven verkauft hatte, kam als Brautschatz von dessen Tochter Catharina von Scheven an deren Ehemann, den Stralsunder Bürgermeister Nikolaus Elver auf Groß- und Klein-Parow.
Die ununterbrochene, urkundlich belegte Stammreihe des Geschlechts von Scheve beginnt mit dem Magister und Pastor in Grönau im Herzogtum Sachsen-Lauenburg, Anton Friedrich Scheve (1663–1717). Dessen Sohn Johann Christoph Scheve (1714–1782), fürstlich mecklenburg-strelitzscher Geheimrat und Herr auf Canzow (heute Ortsteil von Woldegk), wurde am 16. Februar 1759 in Wien in den Reichsadelsstand erhoben. Dessen Sohn Adolph Ludwig Karl von Scheve (1758–1831), nachmaliger großherzoglich mecklenburg-strelitzscher Kammerpräsident in Neustrelitz, wurde 1804 in den mecklenburgischen Adel rezipiert.
Im Dobbertiner Einschreibebuch des Klosters Dobbertin von 1696 bis 1918 befinden sich fünf Eintragungen von Töchtern der Familien von Scheve von 1804 bis 1893 aus Neustrelitz und Schwerin zur Aufnahme in das dortige adlige Damenstift. Nr. 844 Carolina Louisa Friederica Sophia von Scheve, des Herzoglich Mecklenburg-Neustrelitzen Herrn Kammer Präsident von Scheve Frl. Tochter, eingetragen am 26. November 1804, verheiratet am 16. Juli 1830. Nr. 1004 Sophie Frederike Ida Philippina Ernestine von Scheve, des Herrn Kammerherr und Kanzleirat in Neustrelitz Frl. Tochter, eingeschrieben am 6. August 1822, verheiratet im Juni 1834. Nr. 1025 Wilhelmine Friedrike Adolphine Georgine Sophie Auguste von Scheve, des Herrn Drost von Scheve in Neustrelitz Frl. Tochter, eingeschrieben am 19. Februar 1824. Nr. 1379 Sophie Theodora Philippine Friederike Emilie von Scheve, Tochter des Herrn Justizrat von Scheve zu Schwerin, geboren am 25. April 1855, eingeschrieben am 2. Mai 1855, gestorben am 22. Januar 1925 in Dobbertin, Grabstättenverzeichnis Nr. 57. Nr. 1852 Elisabeth von Scheve, Tochter des Herrn Ernst von Scheve a.d. Hause Langra, geboren 29. September 1893, eingeschrieben am 3. Oktober 1893.
Canzow bildete sich nachfolgend zum Hauptgut der Familie heraus, wurde Familienfideikommiss. Ein Vertreter war der Kammerherr und Kanzlei-Direktor Theodor von Scheve (1786–1855), liiert mit Philippine von Oertzen. Ihr Sohn Adolf von Scheve (1818–1859) führte mit seiner Frau Toni von Hopffgarten den Besitz weiter, haben es an den Major Ernst von Scheve weiter vererbt. Er war Rechtsritter des Johanniterordens und gründete mit Marie von Heyden-Linden eine Familie. Letzter Canzower Grundbesitzer wurde Adolf Friedrich von Scheve, seine Frau war Violet von Abercron, das Ehepaar hatte zwei in der Mitte der 1920er Jahre geborene Söhne. Canzow, zur Familienlinie I gehörig, war zuletzt ein Allodialgut. Aus der Familienlinie II stammten überwiegend Offiziere, auch der 1861 gebürtige Generalmajor Friedrich von Scheve.

### Von Scheven
Die Familie von Scheven ist nach den Genealogischen Handbüchern des Adels nicht verwandt mit der Familie von Scheve. Sie waren Stedler und Lehnsträger des Klosters Gevelsberg, besaßen aber später in Pommern mit August von Scheven in der Mitte des 19. Jahrhunderts das Gut Speck im Kreis Naugard. Eine weitere Linie derer von Scheven erhielt 1654 mit dem Namen von Schevenbach den schwedischen Adelsstand, introduziert unter Nr. 619. Schreibvarianten sind Schaevenbach bzw. Schäwenbach.

## Wappen
Das Wappen (1759), das elementare Bestandteile des Stammwappens der aus Westfalen stammenden von Scheven enthält, zeigt im geteilten Schild oben in Blau einen goldenen Stern, beseitet von zwei silbernen Rosen, unten in Gold drei aus grünem Boden sprossende grüne Eicheln. Auf dem gekrönten Helm mit blau-goldenen Decken, ein goldener Stern zwischen von Blau und Gold übereck-geteilten Büffelhörnern.

## Angehörige
- Adolph Friedrich von Scheve (1752–1837), deutscher Jurist
- Adolph Ludwig Karl von Scheve (1758–1831), deutscher Verwaltungsjurist, mecklenburg-strelitzischer Kammerpräsident
- Hermann von Scheve (1819–1884), Mecklenburg-Schweriner Verwaltungs- und Justizbeamter
- Theodor von Scheve (1851–1922), deutscher Schachmeister
- Luise von Scheve-Kosboth (1857–nach 1934?), deutsche Malerin
- Sophie von Scheve (1855–1925), deutsche Malerin der Düsseldorfer Schule
- Adolf Friedrich von Scheve (1901–1949), letzter Gutsbesitzer auf Canzow[19][20]